# Prinsep Ghat
Prinsep Ghat (en bengali: প্রিন্সেপ ঘাট) est un pavillon ouvert à tout vent construit en 1841 au bord du fleuve Hooghly, à Calcutta (Inde). De style grec il fut, à l’origine, le porche monumental conduisant aux ghats, gradins descendant vers le fleuve. Construit à la mémoire de l'orientaliste James Prinsep et entouré aujourd’hui d’un parc il est fort prisé comme lieu de pique-nique.

## Histoire

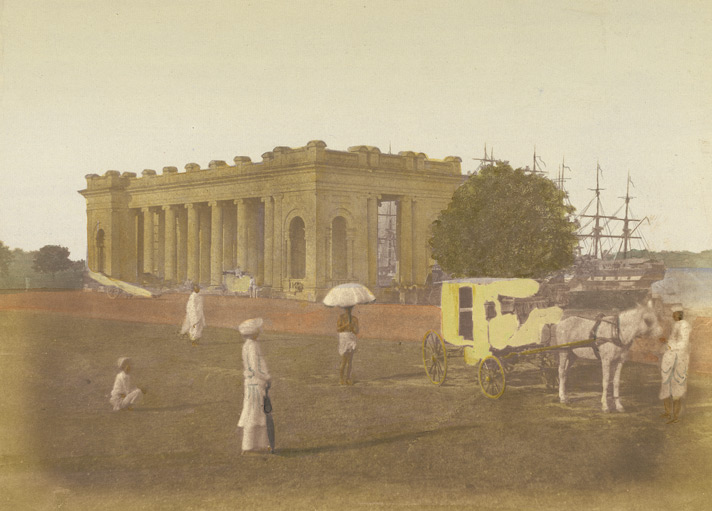
Le monument en 1851 (toile de F.Fiebig)

D'après les cartes les plus anciennes de Calcutta de simples ghâts, appelés ‘Coolie Ghats’ descendaient vers la rivière à cet endroit. Lorsque la nouvelle du décès à Londres de Sir James Prinsep (1799-1840) fut connue à Calcutta  un groupe de citoyens, autour du capitaine W.Fitzgerald, décident d’ériger un monument en l’honneur de l’éminent orientaliste et numismate qui déchiffra le Brahmi script, et fut secrétaire de la société Asiatique du Bengale.   

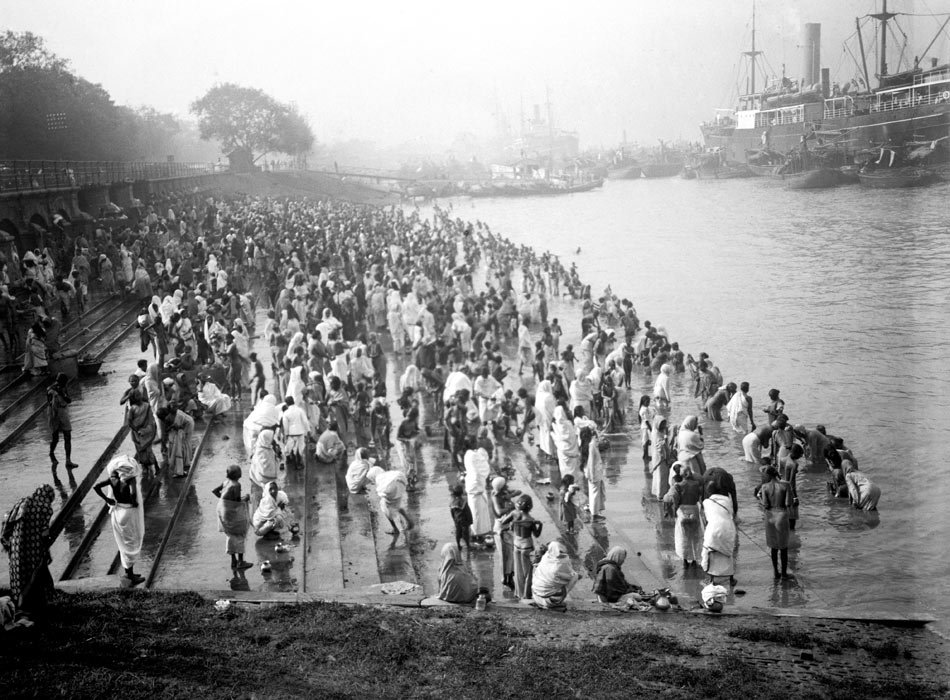
Le 'Prinsep ghat' en 1900 (côté fleuve...)

Le monument de style gréco-palladien fut érigé comme pavillon et porche d’accès aux ghâts descendant vers le fleuve. Conçu par Fitzgerald il fut construit en 1843. Au fronton est inscrite la dédicace : « erected in Honor of JAMES PRINSEP by his fellow citizen ». A la fin du XIXe siècle le Prinsep Ghat fut le lieu de réception de dignitaires arrivant à Calcutta par bateau. 
Longtemps négligé le monument a été restauré en 2001, et le petit parc qui l’entoure attire les visiteurs. 

## Description
Simple bâtiment quadrilatère à colonnades grecques ioniques, dont les quatre angles lui donnent un air palladien, le pavillon est au centre d’un petit parc et site récréatif depuis longtemps prisé par les habitants de Calcutta. Les 28 colonnes sont massives mais purement décoratives, le bâtiment n’ayant pas d’étage. 
De Prinsep Ghat partent des bateaux de promenade sur le fleuve ainsi qu’un long chemin ombragé par d’impressionnants banians, aménagé le long du fleuve – près d’un kilomètre de long - et aboutissant à Babughat, au Nord, un autre ‘ghat’ important en bordure du Hooghly. A proximité se trouve également une halte homonyme (‘Prinsep Ghat’) sur la ligne de chemin de fer circulaire de Calcutta. Par ailleurs le monument se trouve pour ainsi dire au pied du pilier oriental d’où part le monumental pont à haubans routier ‘Vidyasagar’ traversant le fleuve Hooghly et inauguré en 1992. 

La jetée appelée ‘Man-O-War’ se trouvant un peu au nord des ghats appartient au port de Calcutta. La jetée est principalement utilisée par la Marine indienne.

## Source
- Eardley Latimer: Handbook to Calcutta and environs, Calcutta, Oxford Book Company, 1963.